# 예전에 알던 사람
《예전에 알던 사람》(영어: Somebody I Used to Know)은 2023년 아마존 프라임 비디오에서 공개된 미국의 로맨틱 코미디 영화이다. 《더 렌탈: 소리없는 감시자》(2020)에 이은 배우 데이브 프랭코의 두 번째 연출작으로, 앨리슨 브리, 제이 엘리스, 키어시 클레먼스가 출연했다.
2023년 2월 10일 아마존 프라임 비디오에서 공개되었다.

## 줄거리
최근 인기가 떨어진 리얼리티 방송의 쇼러너 앨리는 종영 통보를 받자 휴식을 취할 겸 고향 레번워스로 향한다. 앨리는 고향 바에서 전 남자친구 숀과 재회해 키스를 하게 되지만 숀은 성관계를 거절한다. 곧 앨리는 숀이 주말에 결혼할 예정이라는 걸 알게 된다. 숀의 약혼자 캐시디를 수상하게 여긴 앨리는 조수에게 뒷조사를 시킨다.

## 출연
- 앨리슨 브리 - 앨리 역
- 제이 엘리스 - 숀 역
- 키어시 클레먼스 - 캐시디 역
- 대니 푸디 - 베니 역
- 헤일리 조엘 오즈먼트 - 제러미 역
- 에이든 메이어리 - 케일라 역
- 에이미 시데리스 - 디디 역
- 샘 리처드슨 - 다 역
- 조이 차오 - 러모나 역
- 켈빈 유 - 크리스천 역
- 에번 조니카이트 - 셰프 제이미 역
- 줄리 해거티 - 리비 역
- 올가 메러디즈 - 조앤 "조조" 역

- 파비 레이나 - 줄스 역
- 메리언 리피노 - 시리나 역
- 테드 루니 - 배리 역
- 로셸 무스키스 - 멜 역
- 라우든 매클리리 - 브래드 역
- 필립 레이 게바라 - 에브 역
- 해나 베어풋 - 미셸 역